# Aloe melanacantha
Aloe melanacantha es una especie de planta suculenta de los aloes. Es endémica de Namibia y Sudáfrica.

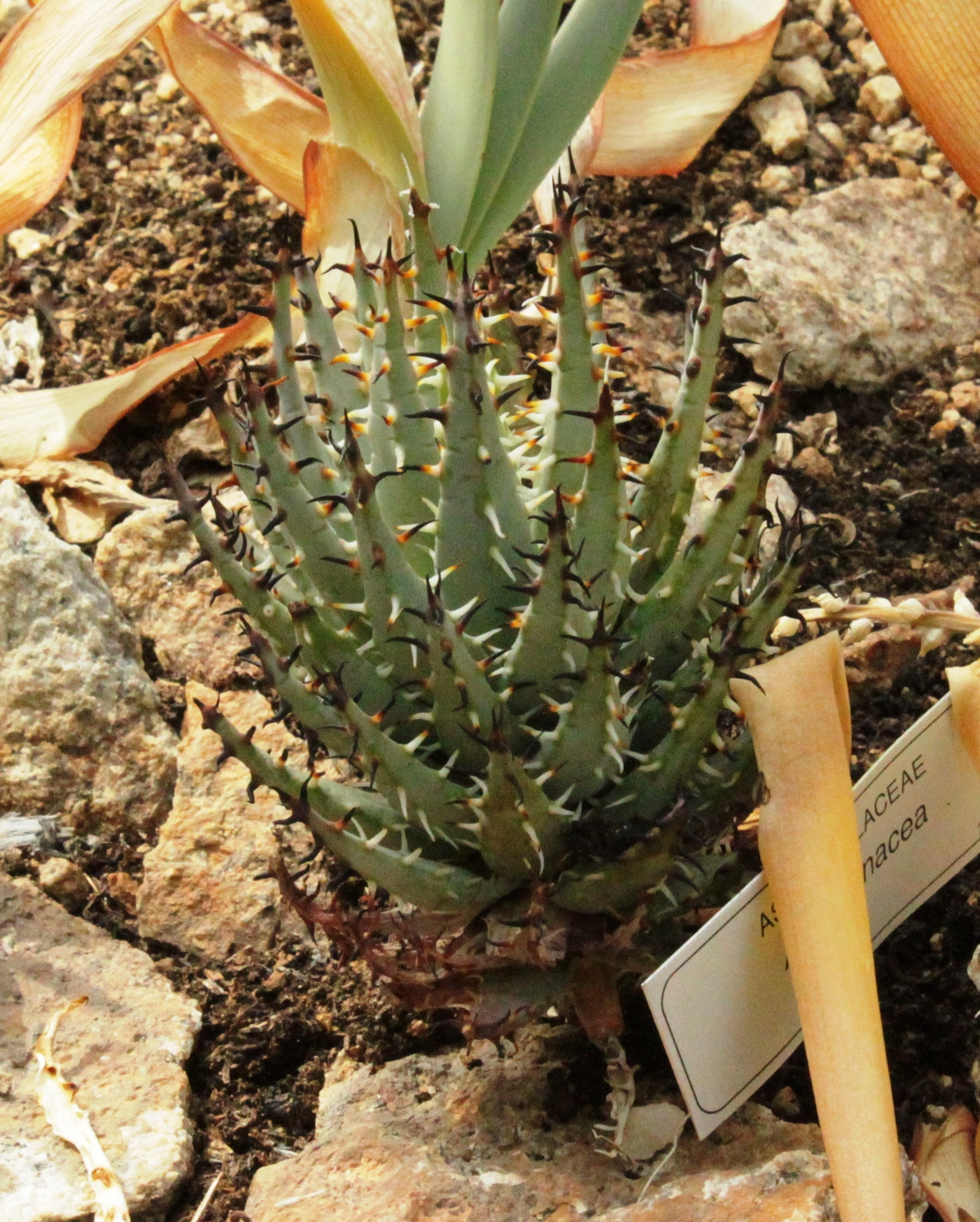
Vista de la planta

## Descripción
Es una planta suculenta con las hojas agrupadas en rosetas basales. Las hojas de 25 cm de longitud y 4 cm de ancho, son carnosas, largas, estrechas y triangulares de color verde a verde-marrón, los márgenes están armados con grandes espinos negros. La inflorescencias en racimos de 20 cm de longitud por 8 cm de ancho, con flores tubulares de color rojizo brillante que se encuentran al final de un tallo que alcanza un metro de altura.

## Taxonomía
Aloe melanacantha fue descrita por A.Berger y publicado en Botanische Jahrbücher für Systematik, Pflanzengeschichte und Pflanzengeographie 36: 63, en el año 1905.
Etimología
Ver: Aloe
melanacantha: epíteto que deriva de las palagras griegas melana = "negro" y acantha = "espina". en referencia a las espinas negras que tiene en el margen de sus hojas.